# 皮斯基 (普斯托梅特區)
49°38′12″N 23°54′28″E / 49.63667°N 23.90778°E
皮斯基（烏克蘭語：Піски），是烏克蘭西部的村莊，隸屬利維夫州的利維夫區。該村始建於1370年，面積2.65平方公里，海拔高度265米，2019 （页面存档备份，存于）年人口618，人口密度每平方公里238.87人。